# 프리드리히 폰 브랑겔 백작
프리드리히 하인리히 에른스트 폰 브랑겔 백작(독일어: Friedrich Heinrich Ernst Graf von Wrangel, 1784년 4월 13일 ~ 1877년 11월 2일)은 프로이센과 독일 제국의 군인이다.
지금의 폴란드의 슈체친 시인 포메라니아의 슈테틴에서 태어나, 1796년 용기병 연대에 입대하였고 2년 후에 소위로 임관하였다. 1807년 나폴레옹 전쟁 도중 뛰어난 활약을 보여 푸르 르 메리트 훈장을 수여받았다. 이후 중위, 대위, 소령 등을 거치며 1815년 라이프치히 전투에서의 공으로 대령으로 진급했다. 1823년에는 소장이 되어 13사단을 지휘하였고, 1848년에는 기병 대장으로 진급하여 제2야전군의 지휘를 맡아 제1차 슐레스비히 전쟁에서 군을 이끌었다. 그러나 당시 프로이센의 국왕 프리드리히 빌헬름 4세는 국제 사회의 압력으로 철수하려 하자, 브랑겔은 항명했으나 가을에 소환되어 1848년 독일 혁명으로 인한 시위를 진압하라는 명을 받았다. 이어 베를린 주지사 겸 브란덴부르크 관구 사령관을 맡아 죽을 때까지 이 자리를 유지했다. 1856년에는 프로이센군 최고의 계급인 원수로 진급하였고 대 몰트케와 함께 프로이센군 원로로 대접받았다.
1877년, 93세의 나이로 베를린에서 사망하였다.